# Iophosa speiseri
Iophosa speiseri is een halfvleugelig insect uit de familie Aphrophoridae. De wetenschappelijke naam van deze soort is voor het eerst geldig gepubliceerd in 1914 door Distant.